# Ordem de São Miguel da Ala
A Ordem de São Miguel da Ala é uma ordem dinástica portuguesa criada em Santarém pelo Rei D. Afonso Henriques a 8 de Maio de 1147, sendo a mais antiga ordem de cavalaria de origem portuguesa. O título de grão-mestre é atualmente usado por Duarte Pio de Bragança.

## Origens
A tomada da cidade de Santarém teria ocorrido no dia de São Miguel Arcanjo (alado), o 8 de maio, e, segundo a lenda, este arcanjo teria aparecido aos guerreiros cristãos sob a forma de um braço armado e alado, ajudando-os a derrotar os mouros. Caso estes factos correspondessem à verdade histórica, para comemorar esse milagre, D. Afonso Henriques teria decidido pela fundação de uma ordem de cavalaria, que se tornaria, assim, a mais antiga ordem de origem puramente portuguesa. Com efeito a cidade de Santarém foi conquistada em março de 1147 (e não em Maio), como está claramente comprovado, mas não há um único documento coevo que prove a fundação de tal ordem pelo primeiro rei português[carece de fontes?].
A Ordem de São Miguel da Ala terá sido reativada durante a regência de D. Miguel de Bragança[carece de fontes?], funcionando como uma ordem secreta apoiante da monarquia tradicionalista vinculada às ideias Miguelistas e de alegado combatente contra a Maçonaria. Depois da vitória dos Liberais em 1834, é extinta oficialmente, mas continua a existir clandestinamente, apoiando o ex-infante D. Miguel de Bragança no exílio[carece de fontes?].
Em 1848, o já então ex-infante D. Miguel de Bragança e o Partido Realista, recentemente formado para o apoiar conseguem que o Papa Pio IX a reestruture militante e política, vocacionada para a defesa da religião Católica e para a restauração em Portugal do que consideravam a legítima sucessão[carece de fontes?]. Os Grão-Mestres da Ordem seriam sempre o rei de Portugal, seu descendente ou representante, passando a ser considerada uma ordem secreta por ter de viver na clandestinidade, que lutaria contra o que ela considerava ser como um usurpador à frente do Reino de Portugal. Pouco se sabe, porém, sobre o seu funcionamento e os seus membros, já que, segundo a tradição, esta ordem sempre teria tido um carácter reservado e envolto num certo mistério[carece de fontes?].
O cargo de Grão-Mestre da Ordem seria a partir daí reivindicado por alguns descendentes do ex-infante D. Miguel (Miguel Januário, Duarte Nuno e Duarte Pio de Bragança, tendo este último perdido em tribunal as suas reivindicações), tendo-se, todavia, sempre procurado engrandecer o seu passado através da memória relacionada com o fundador da nacionalidade portuguesa[carece de fontes?].

## Na atualidade
Esta Ordem foi miticamente fundada em 1147 pelo rei D. Afonso Henriques, aquando da conquista da cidade de Santarém aos mouros e em memória à ajuda Celestial de São Miguel, de quem era particularmente devoto. Após o seu reinado, a sua continuidade é nebulosa e apócrifa a sua existência. Após a sua refundação foi considerado seu Grão-Mestre o Arcanjo São Miguel e, alegadamente, convidado para seu protetor o cidadão Duarte Pio de Bragança que, dez anos mais tarde, se veio a autoexcluir da Ordem, evocando a si próprio o direito de a extinguir, fora do direito e sem convocar o seu capítulo geral (Assembleia Geral), ao mesmo tempo recriando irregularmente uma Irmandade, sem reconhecimento canónico, com o mesmo nome, e motivou um cisma que o levou à barra dos tribunais, perdendo em toda a linha baseando-se no direito nato que reivindicava, considerando que seu bisavô o ex-infante D. Miguel a havia restaurado.
Em 2007, o pretendente ao trono português Duarte Pio de Bragança foi investigado pelo Ministério da Economia e Inovação e, posteriormente, processado pelo deputado Nuno da Câmara Pereira, do Partido Popular Monárquico. Depois de ver recusado o seu pedido para o título de Dom, o fadista acusou Duarte Pio de Bragança de roubo da patente da Ordem de São Miguel da Ala, o que deu origem a uma longa batalha judicial. Em 2009, o Tribunal Civil de Lisboa acabou por dar razão ao ex-líder do PPM e obrigou Duarte Pio a desistir do nome da Ordem. A alegação feita por Câmara Pereira é que, por ter feito o registo civil do nome em 1981, detém os direitos de uso, similar ao tratamento conferido a uma marca. Contudo, sendo a Ordem da Ala uma antiga ordem dinástica portuguesa, o seu uso e chefia estariam aparentemente reservados ao herdeiro do trono, como alegou Duarte Pio. Em Junho de 2011, o processo voltou a ser notícia, quando vários jornais publicaram que Duarte Pio fora alvo de uma penhora para pagar uma indemnização ao fadista. Contudo, as notícias foram prontamente desmentidas pelo próprio, em comunicado..
O Tribunal do Comércio de Lisboa condenou o cidadão Duarte Pio de Bragança a pagar uma indemnização à Ordem de São Miguel da Ala por uso indevido dos símbolos da organização.
Depois de, em fevereiro de 2014, o Tribunal do Comércio de Lisboa ter condenado Duarte Pio de Bragança a pagar à Ordem de São Miguel da Ala uma indemnização por danos patrimoniais, devido ao uso indevido de símbolos iguais ou semelhantes aos da organização, o Tribunal da Relação, em 2015, confirmou na totalidade a sentença da primeira instância.
A 5 de outubro de 2015, o Supremo Tribunal de Justiça condenou definitivamente Duarte Pio de Bragança, tendo-o proibido de fazer uso do nome e das insígnias da Ordem de São Miguel da Ala, obrigando-o a indemnizar os legais detentores dos direitos e impedindo-o, inclusive, de solicitar novo recurso face ao referido processo. No entanto, em 3 de novembro de 2015 os direitos aos símbolos por Nuno Pereira perderam-se e em 7 de dezembro Duarte Pio de Bragança ganhou o caso e readquiriu os direitos legais para o uso das insígnias.